# Zastava 10
El Zastava 10 es un coche de la firma serbo/italiana Zastava Automobili, derivada de uno de los conceptos proyectados para el Fiat Punto (el Proyecto 188); el cual fue puesto a la venta en 1999. En este coche se incorpora tan solo el motor del Punto de 2.ª generación; y un diseño de carrocería más contemporáneo, en el cual, como en su similar italiano; se estrenó una nueva insignia circular azul con el nuevo logo de Zastava.

## Historia
El Zastava 10 es el último modelo de coche que produce la empresa Zastava como marca de automóvil en sus instalaciones de Kragujevac antes de su venta. Se presentó como un modelo hecho bajo licencia del Fiat Punto II. Ya en octubre de 2005, el fabricante serbio Zastava llegó a un acuerdo con Fiat para fabricar esta versión bajo licencia con el nombre de Zastava 10. El Zastava 10 se fabrica en el período transcurrido de 2006  hasta el año 2008, siendo las primeras unidades hechas con material proveniente de la Fiat, y luego ya con materiales hechos por la planta de Kragujevac.

## Descripción
El Zastava 10 es un auto de la clase de coches semi-pequeños. Hay variantes que se construyeron para ser alimentadas con gas GNC (de motor 1,2 l) y varias versiones con motorización diésel (versión 1,9 l). Las características del modelo básico incluyen: Sistema de dirección asistida, bolsa de aire para el conductor, sistema FPS, faros de altura ajustable, y se incluyen los logotipos y luces más grandes, nuevos parachoques, distintos a los del modelo italiano; una parrilla integrada al capó y otros nuevos equipamientos.
Actualmente está a la venta en una gama simplificada de equipos. Las carrocerías de tres y cinco puertas tienen un diseño trasero diferenciado. Fue uno de los primeros modelos del segmento B en recibir cuatro estrellas de cinco en la prueba de protección a adultos en choques de EuroNCAP.

## Características

### Accesorios y acabados
El Zastava 10 fue el último vehículo bajo la marca Zastava, y curiosamente; sería el primero del fabricante ubicado en el segmento B, y en el que se incorpora un motor turbodiésel (de licencia Fiat), con alimentación por common rail; aparte de ser el único con caja de cambios automática con el sistema de control electrónico Dualogic, la que puede utilizarse como una caja de marchas manual secuencial, que en la versión "Sport" dispone de siete marchas. Otra innovación es el sistema de dirección asistida eléctrica Dualdrive, con dos niveles de asistencia. Pero el nivel de accesorios era más bajo comparado a su par italiano, teniendo en cuenta el mercado al cual iba dirigido; lo que supone la inclusión de un radio AM/FM, en vez del novedoso reproductor de audio con CD, unos interiores hechos en cuerina, en vez de los de tela o de cuero opcionales, y unos espejos retrovisores ajustables manualmente; en vez de los eelectroajustables de su versión original.

### Motorizaciones
Los motores estaban disponibles en dos versiones, una línea era a gasolina, con un motor básico de 1.2 litros (en versiones de 60 caballos de vapor (59 HP) o de 80 caballos de vapor (79 HP)), un 1.4 litros de 95 caballos de vapor (94 HP) y un 1.8 litros de 130 caballos de vapor (128 HP), todos ellos de cuatro válvulas por cilindro; salvo la versión básica, que es menos potente. Los motores de la variante diésel encabezados en opciones por un propulsor de 1.3 litros de 70 caballos de vapor (69 HP) con turbocompresor e inyección directa common-rail, en la gama de opciones serbia no se hizo la sustitución del motor atmosférico de 1.9 litros de 60 caballos de vapor (59 HP); la que incluso se produjo bajo licencia, mientras que se mantenía este motor con turbocompresor e inyección directa common-rail JTD de tipo Unijet, en variantes de 80 caballos de vapor (79 HP)(luego 86 caballos de vapor (85 HP)) y 100 caballos de vapor (99 HP) ya como opciones de alta gama hasta el fin oficial de su producción.

## Ficha técnica

### Motores a gasolina
- Motor 1.2 litros, 8 válvulas.

- Potencia máxima: 55 caballos (41 kW)

- Torque máximo: 102 Nm

- Velocidad máxima: 155 km*h

- Aceleración (de 0 a 100 km/h): 14,3 segundos

- Consumo Mixto: 5,7 l/100km

- Nivel de emisiones (CO 2) 136 g / km

- Motor 1,2 litros 8V (Combustible Gas natural (GNV))

- Potencia máxima: 55 caballos (41 kW)

- Torque máximo: 102 Nm

- Velocidad máxima: 155 km*h

- Aceleración (de 0 a 100 km/h): 14,3 segundos

- Consumo Mixto: 5,7 l/100km

- Nivel de emisiones (CO 2): 136 g / km

### Motores diésel
- Motor Diésel Multijet 1,3 litros, 16 válvulas, MJT

- Potencia máxima: 78 caballos (58 kW)

- Torque máximo: 180 Nm

- Velocidad máxima: 164 kmh

- Aceleración (de 0 a 100 km/h): 13,4 s

- Consumo Mixto: 4,5 l/100km

- Nivel de emisiones (CO 2): 119 g / km

- Motor Diésel 1,9 litros, 8 válvulas, atmosférico

- Potencia máxima: 88 caballos (66 kW)

- Torque máximo: 259 Nm

- Velocidad máxima: 182 kmh

- Aceleración (de 0 a 100 km/h): 11,5 s

- Consumo Mixto:  5,5 l/100 km

- Nivel de emisiones (CO 2): 146 g / km